# Sven Jacobsson
Sven Jacobsson (født 17. april 1914, død 9. juli 1983) var en svensk fodboldspiller (midtbane).
Jacobsson spillede på klubplan hele sin karriere, fra 1934 til 1951, for GAIS i fødebyen Göteborg. Han vandt den svenske pokalturnering med klubben i 1942.
Jacobsson spillede desuden syv kampe for Sveriges landshold, hvori han scorede ét mål. Han repræsenterede sit land ved VM 1938 i Frankrig.

## Titler
Allsvenskan
- 1942 med GAIS